# Chernobyl.3828
Chornobyl.3828 o Chernobyl.3828 (Чорнобиль.3828 o Чернобыль.3828) es un documental ucraniano de 2011 dirigido por Sergei Zabolotnyy sobre los meses posteriores al desastre de Chernóbil.
La producción fue dedicada a los liquidadores que trabajaron en las labores de limpieza en las áreas más peligrosas, entre las que destaca: la zona "M".
El título hace mención al número total de personas que trabajaron sobre la zona.

## Resumen
Veinticinco años han pasado desde que Valeriy Starodumov trabajase haciendo mediciones en septiembre de 1986 en la central nuclear de Chernóbil. Durante la emisión del documental explica como transcurrieron las labores de limpieza en las áreas afectadas por la explosión de la central y como se tuvo que recurrir a la mano de obra (soldados y cadetes militares) tras los constantes fallos de la maquinaria utilizada para el desescombro a causa de la radiación.
La producción muestra imágenes inéditas del suceso en la que se ven como estos trabajan contrarreloj.